# Sörfajták
A söröknek rengeteg fajtája létezik, a legtöbbjük alkoholt tartalmaz. Ezen az oldalon megtekinthetőek a különböző sörfajták megnevezései, rövid történetük, illetve leírásuk.

Sörfajták

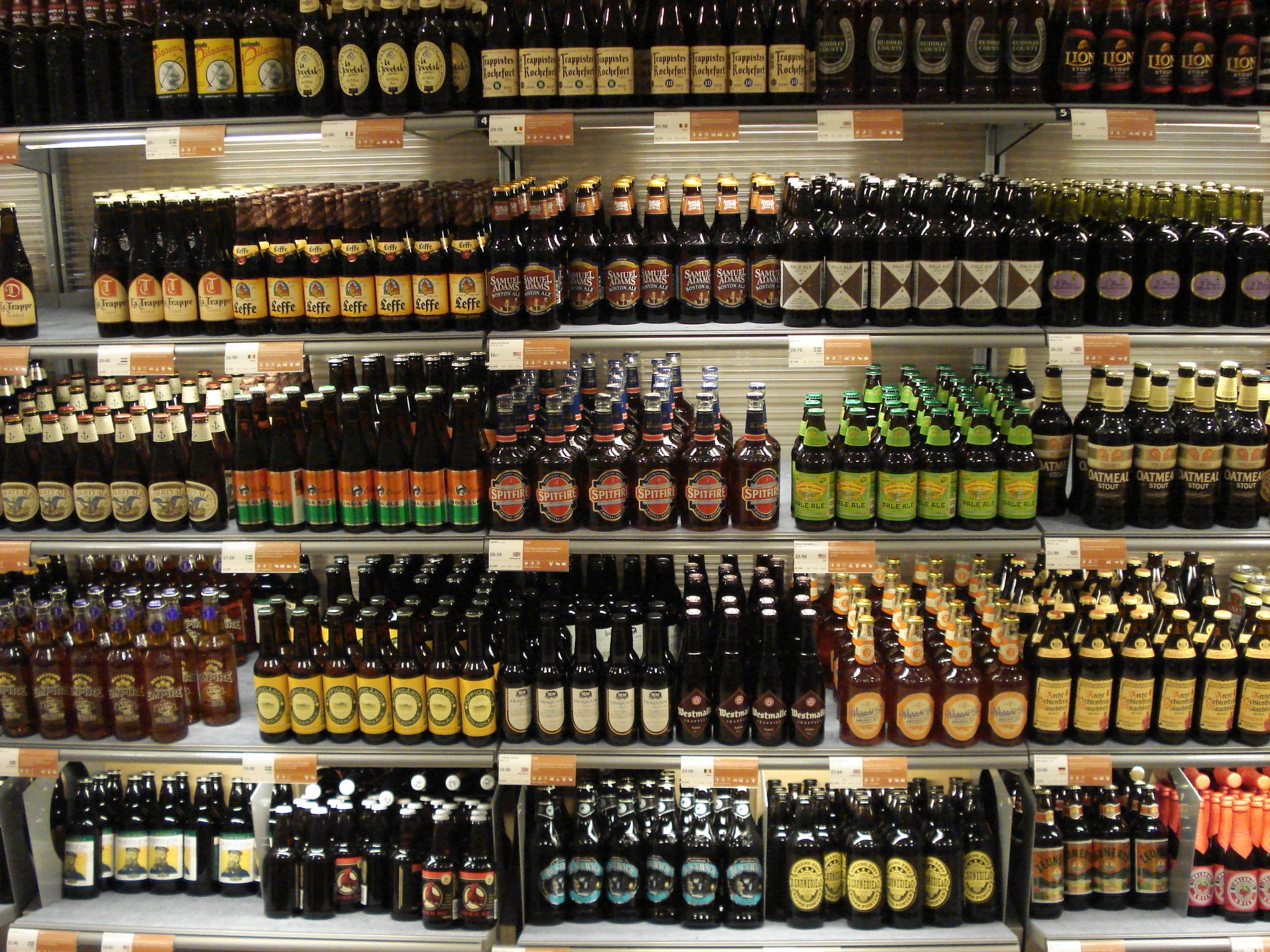
Palackozottsör-választék

## A sörök csoportosítása

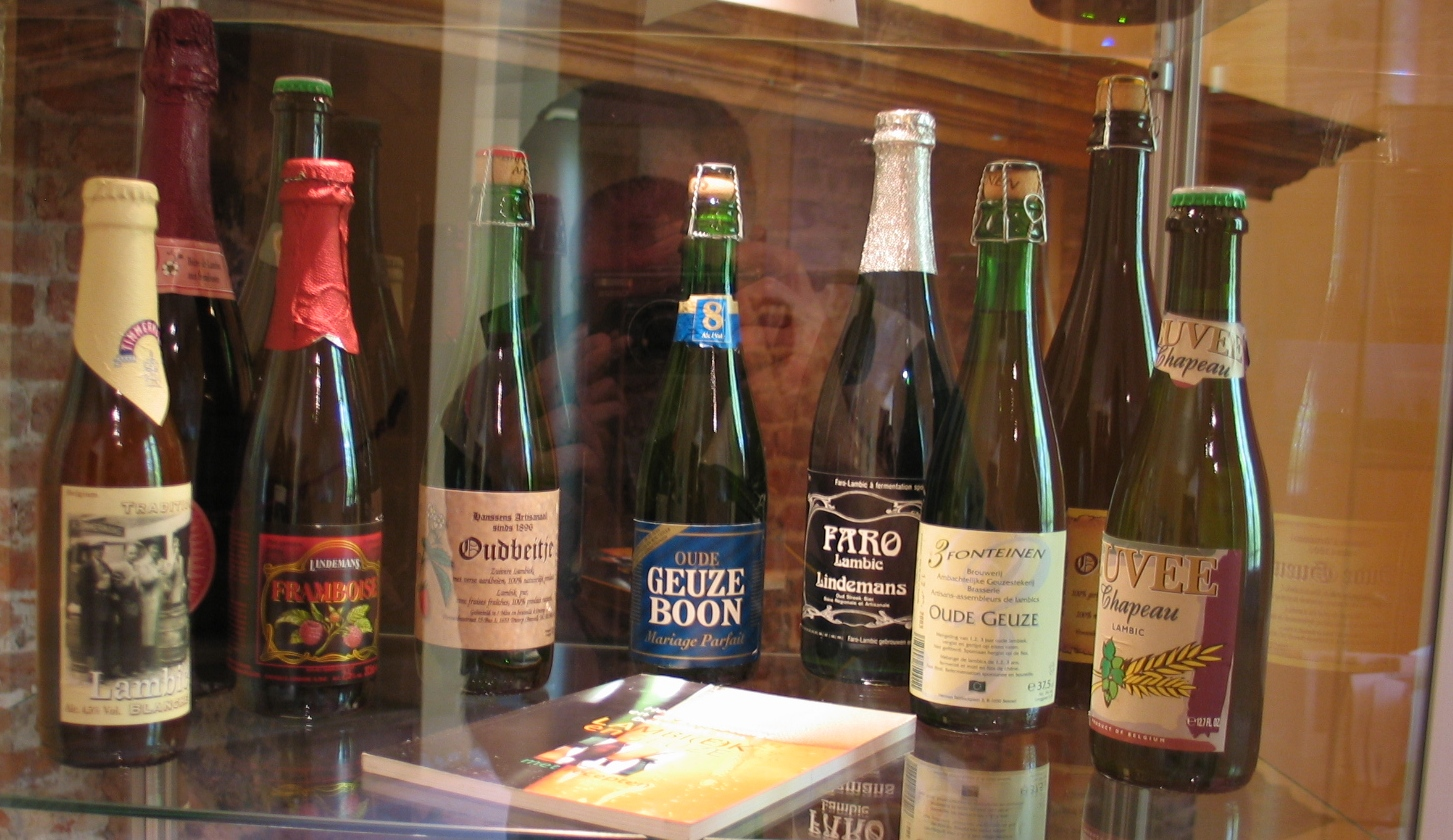
Néhány Lambic sörfajta palackozva

A söröket csupán erjesztési eljárásuk alapján három nagy csoportba oszthatjuk. Az első ilyen csoport a spontán erjesztésű sörök csoportja, amelyet manapság már csak Belgium egyes tájain főznek, ahol az erjesztést vadon élő és kizárólag az adott tájékon előforduló élesztőtörzsekkel végzik, valamint 30–40% búzát és a szokásosnál akár 6–10-szer nagyobb mennyiségnyi komlót adagolnak. Nagyobb csoportot alkotnak a felső erjesztésű sörök. Nevüket onnan kapták, hogy az erjesztés során az élesztő a sörlé tetején lebeg. Elsősorban Nagy-Britannia területén és a házi sörfőzdékben elterjedtek. A felső erjesztésű sörök erjesztésére jellemző még, hogy viszonylag rövid ideig, közel szobahőmérsékleten (kb. 10–21 °C) megy végbe, és az élesztő egyes melléktermékei benne maradnak a sörben, különleges gyümölcsös, olajos ízt adva az italnak. E sörök rendszerint árpából készülnek, és az alapanyag pörkölésétől függően lesz a sör sötétebb vagy világosabb (ha nem pörkölik). A harmadik és egyben legmodernebb csoport az alsó erjesztésű sörök köre, amely a XIX. századtól tört előre és mára a legelterjedtebb és legtöbb sört tartalmazó csoporttá vált. Itt az élesztő az erjesztés során a sörlé aljára süllyed, az erjesztés viszonylag alacsony hőfokon (6–8 °C), az érlelés pedig minimum egy hét 0 °C körüli hőmérsékleten történik. Fontos jellemző, hogy e sörök főzéséhez a komló meg nem termékenyített nőivarú virágát használják, és a fejtés előtt általában pasztörizálják, azaz 1–2 percre 70 °C-ra melegítik őket, hogy a sörben található mikroorganizmusok elpusztuljanak.

### Spontán erjesztésű sörök (Lambic/Lambiek)

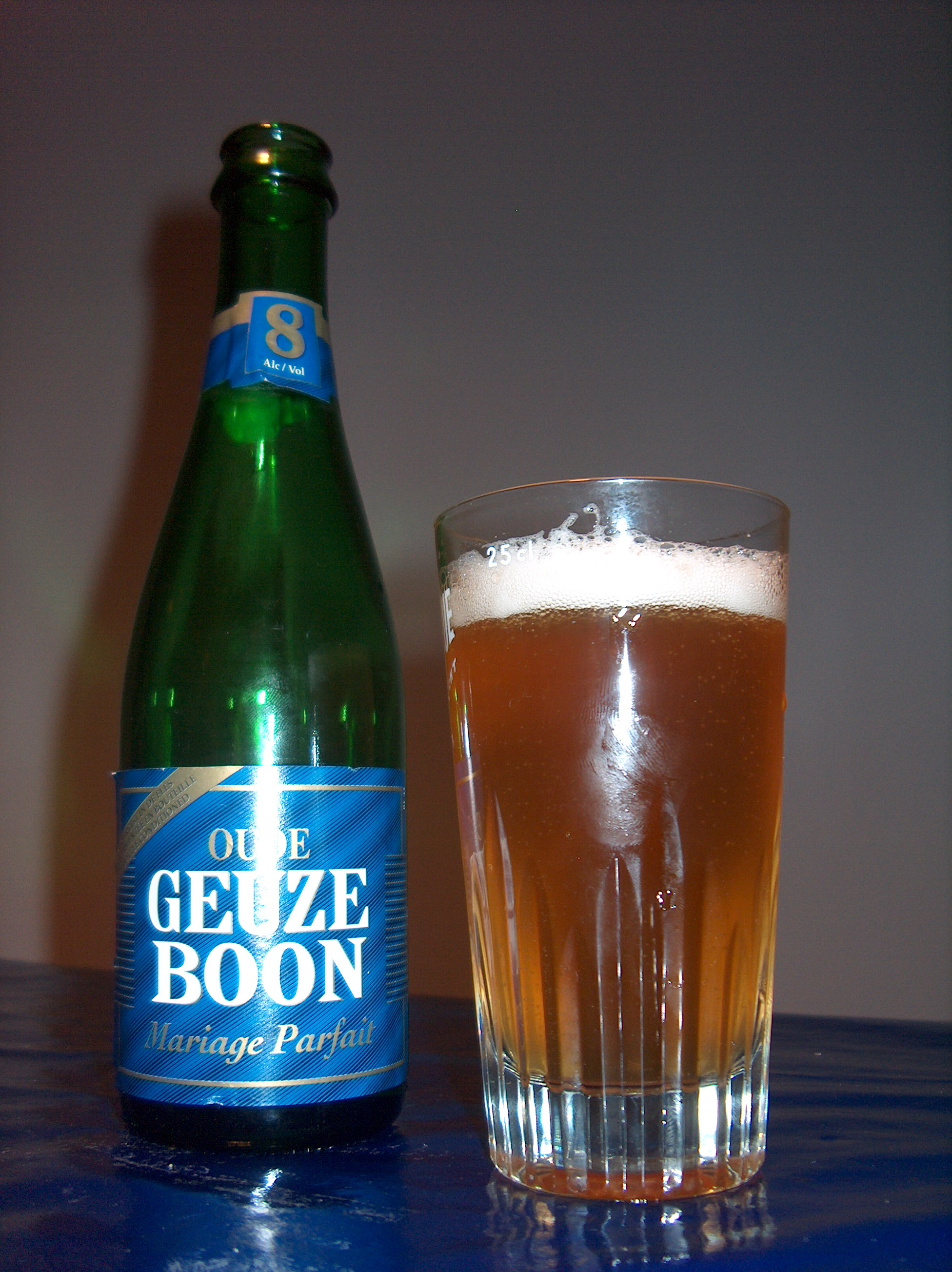
Geuze sörfajta

A legismertebb spontán erjesztésű sörfajta a lambic. Ez a fajta a XV. században született, hazája Belgium. Nevét Lembeek faluról kapta, ahol először készítették. Nagyon száraz, kissé savanykás, szinte szénsavmentes, gyümölcsös aromájú sörfajta, amelyet fogyasztanak magában, de sokszor ízesítve is, így különböző alfajták jöttek létre. Ilyen például a faro, a cukrozott és kevert lambic, a kriek, ami meggy, a framboise, ami málna hozzáadásával készült, és a geuze, ami különböző évjáratú és fajtájú lambicok keveréke. Gyakori ízesítő anyag még az őszibarack és a feketeribizli.

#### Faro
Egy igen különleges, ritka sör, mely a lambiccsalád tagja. Belgiumból származik ez a markáns édes-savanyú, gyümölcsös sör, melynek viszonylag alacsony az alkoholtartalma (2–5%). A farót cukorral, melasszal vagy karamellel édesítik, színe általában az aranytól a halványborostyánig terjed. Gyakran pasztörizálják, hogy elkerüljék a hozzáadott édesítők erjedését. Nagyon ritka, nehezen beszerezhető sörkülönlegesség.

#### Gueuze (vagy geuze)
Szintén egy különleges sörtípus és szintén a belga lambic típushoz tartozik. Tulajdonképpen nem más, mint az új és a régi lambic ale-ek keveréke, azaz egyesíti magában a fiatal lambic élénkségét és a régi lambic karakteres ízét. Színben az aranytól a borostyánig terjed, ízben fanyar, némi édeskés beütéssel. Sok változata létezik attól függően, hogy a két lambic ale milyen arányban található meg benne. A második erjedés a palackban történik (mint a pezsgőnél), ezért erősen szénsavas. A palackban történő érlelés 6 és 9 hónap közé is tehető, míg eltarthatósága szintén jelentős, akár 5 év is lehet.

### Felső erjesztésű sörök (Ale)
Az egyik legismertebb felső erjesztésű sör az ale, brit sörfajta, melynek színe a világos sárgától a sötétebb rubinig, szinte feketéig terjed. Átlagos alkoholtartalma 4–8%. Altípusai közé tartozik a száraz bitter ale (ezen belül a barna brown ale és a világos pale ale), az édes cream ale, a whisky ízére emlékeztető scotch ale, a vöröses színű irish red ale. Felső erjesztéssel készül az édeskés, testes, „fekete” stout, és a sötét színű, kissé csokira emlékeztető ízű porter is, amely a téli hónapok itala.

#### Bitter Ale

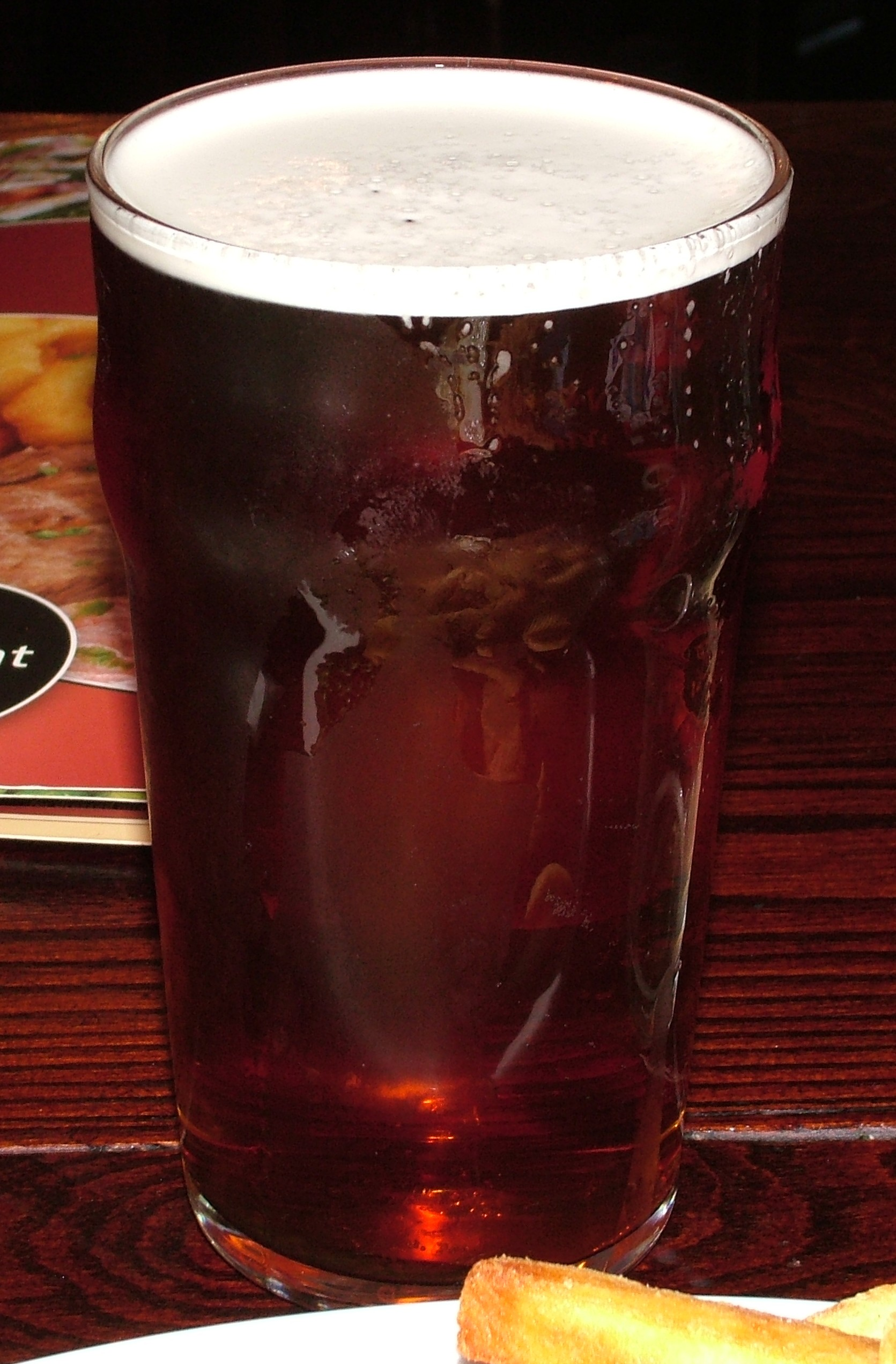
Bitter Ale sör

Avagy keserű ale, mely Nagy-Britanniából származik. Kesernyés ízű, alacsony alkoholtartalmú, üdítő hatású sör. Eredete egészen a gyarmati időkig nyúlik vissza, amikor a hosszú tengeri utazásokra erősen komlózott söröket főztek, amelyek hosszú ideig elálltak. Színük a vörösréztől a bronzon keresztül egészen a rubinig terjed. Minden kétséget kizáróan az egyik legáltalánosabb ale Nagy-Britanniában. Több fajtájuk ismeretes, ide tartozik többek között az ESB (extra special bitter) és a special bitter is.

#### Brown Ale
Tradicionális észak-angliai barna ale, mely elsősorban az angol bányavidékek közkedvelt söre. Erősen malátaízű, testes, karakteres, viszonylag alacsony alkoholtartalmú (4–5%) ital, ideális az ottani csípős időjárás mellett. Színe a vöröstől a kávébarnáig terjed.

#### India pale ale (IPA)
Tradicionális brit sör, történetéről a neve árulkodik. India a Brit Birodalom koronagyarmata volt. Az ottaniaknak főzték ezt az ale-t, méghozzá úgy, hogy a hosszú tengeri szállítást, klímaváltozást kibírja. Jellemzője a magas komlótartalom, a keserű íz és a testesség. Színe a mézaranytól a rozsdavörösig, bronzig terjed.

#### Pale Ale
A 18. századi Angliából származó Ale. Jellemzőiben szinte teljesen megegyezik a Bitter-rel. Általánosan elfogadott, hogy a palackozott Bitter-t nevezik Pale Ale-nek. A világos Pale Ale színe változatos, az egészen világostól a rozsdáig, sötét borostyánig terjed. Ízük általában könnyed, édes, hiányzik belőlük a komló keserűje.

#### Belga erős ale
A belgiumi Moortgat sörfőzdéből származó erős, világos, fehér Ale, a Duvel egy tipikus példája ennek az alfajnak, melynek különlegessége a háromszintes erjesztés (melegerjesztés, hidegérlelés, utóerjesztés palackban), valamint a felhasznált különböző élesztők. Általában szűretlen sörök, alkoholtartalmuk a belga sörök között is kissé magas: 8%-12%. Jellemzően a belga erős ale sörökben alkalmaznak a komlótól különböző fűszereket is, úgy mint koriander, keserű narancs héja, curaçao, kakukkfű, így ízük kiegyensúlyozott, zamatos, fűszeres.

#### Strong Ale/Old English Ale
Rendkívül erős, testes felső erjesztésű Ale. Színben a világos borostyántól a sárgásbarnáig, illatban a mandulától a krémes, édesig terjed. Általában keserű, de nem túl komlós.

#### Mild
Angol Ale, alacsony, 4% körüli alkoholtartalommal. Jellemzőjük a felhasznált kevés komló, így a kesernyés, komlós íz hiánya. Színük változatos, az egészen világos aranytól a bronzig terjed.

#### Stout

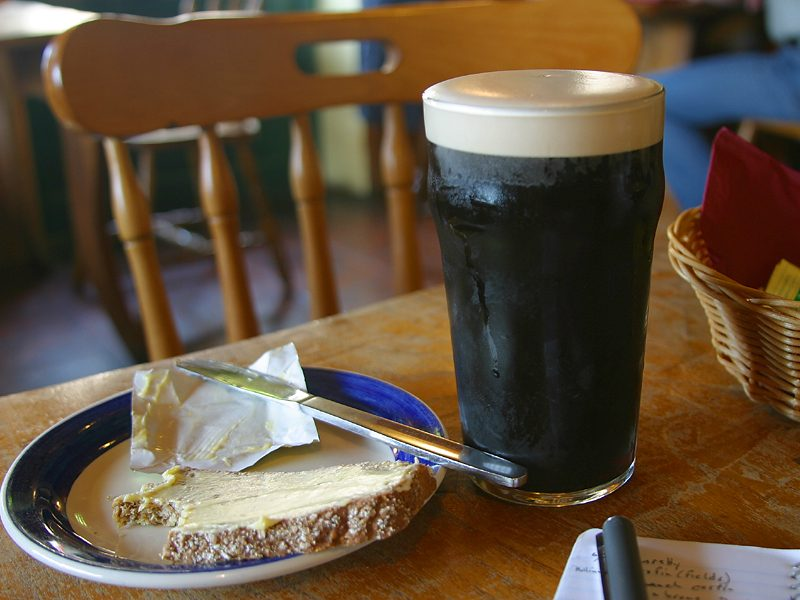
Stout sör

Angol/ír eredetű Ale, mely rendkívül széles skáláját öleli fel a testes, sötét felső erjesztésű söröknek. A Porternél erősebb, friss ital, ízben a száraztól a bársonyoson, pörköltön keresztül egészen az édesig, krémesig, csokisig terjed. Altípusai az Oatmeal, Cream, Dry, Sweet és Imperial Stout.

#### Oatmeal Stout
Zabdarából készülő selymes Stout.

#### Sweet Stout
Alacsony alkoholtartalmú (3-4%) édes Stout, mely cukor hozzáadásával készül.

#### Milk Stout
A Sweet Stout (édes Stout) egy fajtája, amely tejcukor hozzáadásával készül. Kifejezetten édes sör, mivel a laktózt az élesztő nem erjeszti meg. Gyakran ajánlják a szoptatós anyáknak tápsörként.

#### Imperial Stout
Erős angol Ale, alkoholfoka 6-8% közötti, színe sötét, gyakran fekete. Íze pörkölt, alkohol, kávé és keserű csokoládé aromájával vegyítve. Eredetileg a cári Oroszországba szállították.

#### Porter
A stout egy rokona ez a felső erjesztésű ale. Színvilága a sötét borostyántól a rézvörösön keresztül egészen fekete kávéig terjed vörös beütéssel. Az egyik legzamatosabb ale, íze édes, pörkölt aromával, mely feleleveníti az étcsokoládét, a kávébabot és még a sült almát is. Kifejezetten a hidegebb hónapok itala, nem szokták hűtve fogyasztani.

#### Barley Wine
Árpabor. Már a neve is sokat elárul erről az igen erős Ale-ről. Alkoholfokukban (8-10%) közel állnak a borokhoz. Színük az aranytól egészen a csokoládé-barnáig terjed, aromájuk igen karakteres, édes. Érlelési idejük hosszú, akárcsak az eltarthatóságuk, amely 10-15 év is lehet.

#### Saison/Sezones
Jellegzetes belga sörfajta. Felső erjesztésű, az utóerjedés a palackban történik. Egyik jellemzője a különböző fűszerek, gyógynövények használata.

#### Scotch Ale/Scottish Ale/Wee Heavy
Az egyetlen sörtípus, melyet a skót whiskyhez hasonlíthatunk. Erősen malátázott, testes Ale, sötét-borostyán és vörösesbarna színvilággal. Jellegzetes ízét és színét az erősen pörkölt árpamalátának köszönheti.

#### Trappista sör
A trappista sörök a fennmaradt valódi trappista kolostorokból származnak. Erős, magas alkoholtartalmú, téglavörös-mahagóni színárnyalatú sörök. Különleges, gyümölcsös ízük van, mely a speciális erjesztési módnak köszönhető. Alkoholtartalmuk 5-10% között van, az erősséget az Enkel, Dubbel és Tripel elnevezésekkel jelölik. Jelenleg már csupán fél tucat Trappista sörfőzde található Európában, hat Belgiumban (Achelse Kluis, Abdij St. Sixtus - Westvleteren, Chimay - Scourmunt, Orval, Rochefort - Saint Remy, Westmalle), egy pedig Hollandiában (La Trappe – Koningshoeven).

### Alsó erjesztésű sörök (Lager)

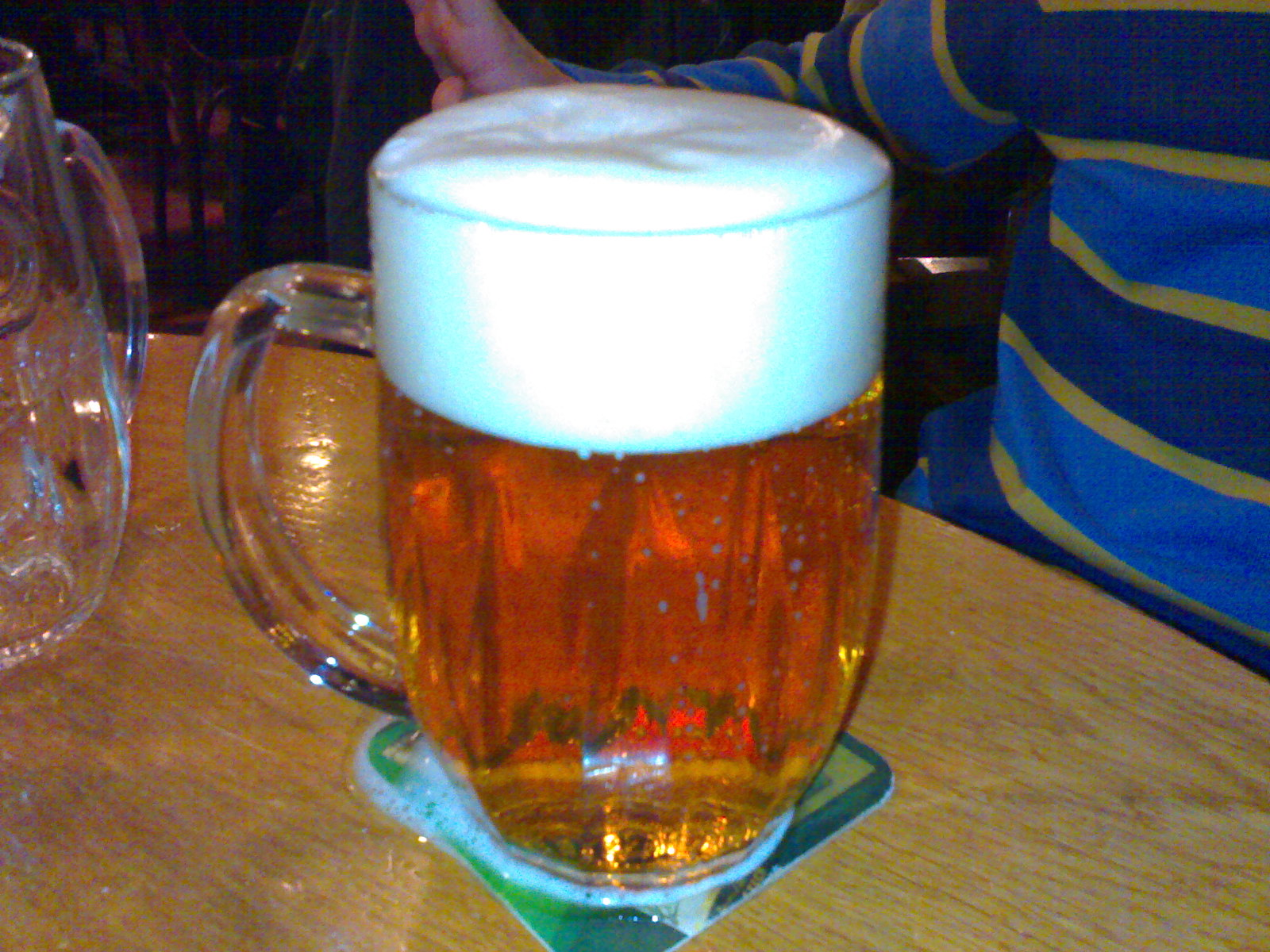
Pilsner sör

A Lager sörök egyik legismertebb típusa a Pils sör, amely az elsők között volt sikeres az alsó erjesztésű sörök kategóriájában. Nevezetes alsó erjesztésű sör a Bock sör is. Ez a sör a XIII-XIV. században született, Alsó-Szászországban. Nevét Einbeck településről kapta. Valószínűleg eredeti neve Beck volt, csak a bajor akcentus változtatta Bock-ká.

#### Pils/Pilsner/Pilsener
A Pilseni sör 1842-ben született a csehországi Pilsenben. Mai minőségének elérésében nagy szerepet kaptak a bajor serfőző mesterek is. A Pils 1872-ben lett divatos sör Berlinben, és így lett előbb a németek, majd egész Európa egyik legkedveltebb söre. Fontos jellemzői az igen magas komlótartalom és a tartós habkorona. A pilseni aranyszínű, illatos, virágos bukéval rendelkező, lágy és elegánsan száraz, komlós utóízű világos sör, amelynek alkoholtartalma 4-5%. Az eredeti pilseni fő alapanyagai a lágy pilseni víz, a zateki komló, a pilseni maláta és a sörélesztő. A főzés ideje hagyományosan 12 óráig tart, amelyet 6 hetes érlelés követ.

#### Bock/Bok
Alsó erjesztésű német eredetű (Einbeck és környéke kb. 13-14. sz.) baksör. A 16-17. században Németország első számú söre volt, és 1612-ben már Münchenben is készítik. Az eredeti Bock fő alapanyaga azóta is a müncheni maláta. Alapanyaga 1/3 rész búza és 2/3 rész árpa. Ez utóbbi többfajta, pörkölt illetve kevésbé pörkölt szem keveréke. Hagyományosan a tavaszi hónapokban fogyasztott édesen malátás és gazdag illatanyagú Lager sör, amelynek színe a fehértől a sötétbarnáig terjed, és alkoholtartalma általában magas, 6-8%. A sör csak enyhén kesernyés a kevés komló használat miatt, amelyet ráadásul 45 percig főznek a használat előtt. Több alfaja van, ilyen például a Bock erősebb, magasabb alkoholtartalmú és testesebb változata a Doppelbock, és az Eisbock fajta, amelyet úgy készítenek, hogy a sörben levő víz egy részét lefagyasztják, majd kiszűrik, hogy koncentráltabb ízt érjenek el.

#### Dry Beer
Az Amerikai Egyesült Államokban és Japánban népszerű száraz sör. Rendkívül tiszta, semleges ízű, tulajdonképpen teljesen jellegtelen Lager. Legjobb tulajdonsága, hogy oltja a szomjat.

#### Helles
Az igazi müncheni, bajor sör. Kifejezetten világos, 5% alkoholtartalmú Lager. A Pilsnél alacsonyabb a komló-, de magasabb a malátatartalma.

#### Schwarzbier
Alsó erjesztésű, különösen sötét sörfajta, mely elsősorban Németországban és Japánban közkedvelt. Ízére a pörkölt maláta dominanciája jellemző, étcsokoládés beütéssel. Alkoholtartalmuk 5%.

#### Kellerbier vagy Zwickelbier
Szűretlen német lager sör, amit a sörfőzdék csapjaiban, pincéiben csapolnak. Ízük erősen komlós.

#### Märzen/Oktoberfest
A németországi Münchenből származó Lager sör, mely ismeretes Oktoberfest sörként is. Neve a márciusra utal, ez volt az a hónap, amikor még sört lehetett főzni, melyet a nyár folyamán hideg barlangokban, pincékben tároltak. Amikor szeptember végén az új sört elkezdték főzni, a megmaradt márciusi söröket fesztiválokon fogyasztották el, így alakulhatott ki a müncheni Oktoberfest is. Közepesen testes, csábítóan édes-malátás ízű sörök. Színviláguk a narancsostól a vörösrézig terjed, alkoholtartalmuk minimum 5%, de inkább magasabb.

### Hibrid, különleges eljárással készülő sörök

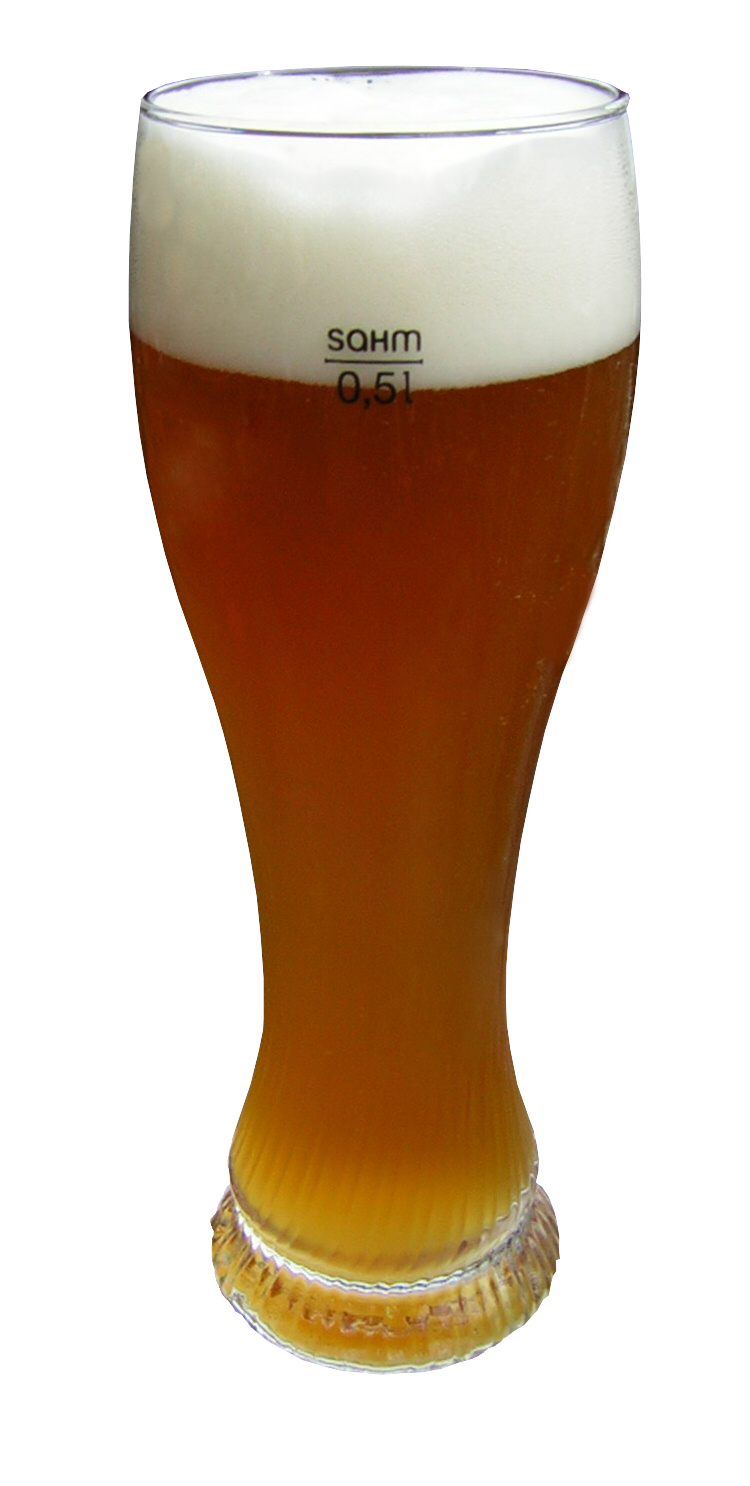
Búzasör

#### Búzasör (Weizen/Weissbier/Wheat)
Vannak olyan fajták is, amelyekben keveredik az alsó- és a felső erjesztésű sörök készítésének egy-egy eleme. Ilyen például a búzasör, amely eredetileg felső erjesztésű sörfajta, de néha a jobb érés érdekében alsó erjesztésű élesztőt is adnak hozzá. Emellett erjedés közben spontán tejsavas erjedés is történik. Ez a sör eredetileg német típus, amelynek észak-német és dél-német változata is ismert, mára azonban már máshol is elterjedt. Nagy múltra tekint vissza, hiszen valószínűleg a bajor kolostorokban jóval előbb készítettek búzasört mint árpasört, csak akkor még nem elegyítették a két gabona malátáját. Ma már ez a sör nem feltétlenül tisztán búzából, hanem minimum 50% búzamalátából (a maradék maximum 50% árpamaláta) készül, természetesen víz, komló és élesztő hozzáadásával. Ízesítőanyagokat nem tartalmaz. Fanyar, száraz sör, amelynek színe a világossárgától a sötétsárgáig terjed. Van szűrt és szűretlen változata is, a szűretlent Hefe Weizennek, a szűrt változatot Kristall Weizennek hívják.
A búzasör fogyasztásának külön szabályai vannak: fontos, hogy lassan töltsük ki a ferdén tartott pohárba, mert itt nagyobb a túlnyomás a palackban, mint az árpasör esetében. Kitöltés után pedig a szűretlen söröknél az üveg aljára leszállt üledéket fel kell keverni és szintén a pohárba tölteni. Mindig akkora poharat válasszunk, amekkora az üveg, mert egyszerre kell kitölteni. A németek általában félliteres, magas, keskeny korsókban fogyasztják kedvenc búzasörüket.
Fogyasztási hőmérséklete változó, a búzasör típusától függ. A szűretlen és szűrt fehér búzasör 4-7 Celsius, a barna búzasört 8-12 Celsius, az ún. Weizenbock-ot 8-12 Celsius-fokon célszerű szervírozni.
A sörben levő széndioxid kipezsegtetése érdekében néhány szem rizst szokás szórni, amitől kemény, magas hab keletkezik. A hab fékezésére és a sörben levő ízek kiemelésére szokás frissen szelt citromkarikát vagy -szeletet tenni a sörbe.

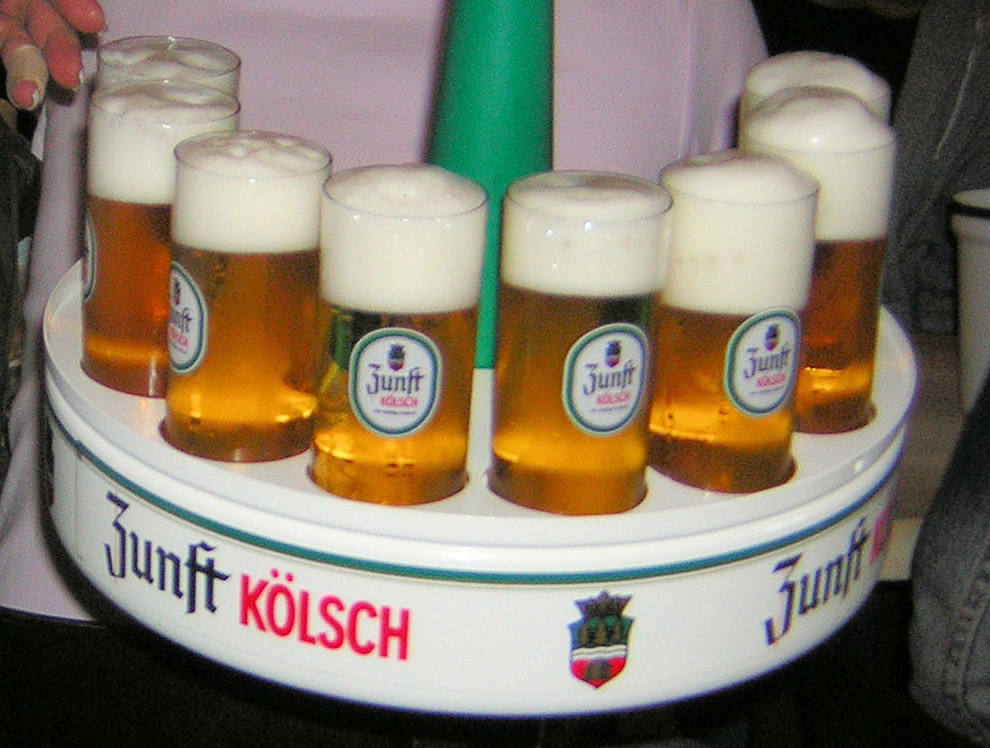
Kölsch sör

#### Wit/White
Belga fehérsör (búzasör). Főzésükhöz a malátán, komlón, vízen és élesztőn kívül felhasználhatnak zabot, különböző fűszereket (pl. koriander) valamint curacao (kurasszó) narancshéjat.

#### Alt/Altbier
Szintén német születésű és felső erjesztésű sör az Alt vagy Altbier, ám több héten keresztül, igen alacsony hőmérsékleten tárolják, akárcsak az alsó erjesztésű fajtákat. Ez a sör az észak-német városok sajátja, leghíresebb a düsseldorfi alt sör. Bronz vagy sötét réz színű, csípősen kesernyés és enyhén fanyar ízű sörfajta, amelynek alkoholtartalma 4-5%. Mivel a tárolása is alacsony hőmérsékleten történik, kissé lehűtve fogyasszuk, thumbler pohárban.

#### Kölsch
A Kölsch is német eredetű, és az alacsony tárolási hőmérsékletben tér el a szokásos felső erjesztésű söröktől. Kölschnek kizárólag azokat a söröket nevezik, amelyek Kölnben, vagy a város közvetlen környékén működő 24 sörgyár valamelyikében készültek. Kölnben egyébként hivatalosan 1438 óta főznek sört, az 1500-as években pedig a városi tanács átveszi a serfőzés monopóliumát, és így a kölni sör töretlen fejlődésnek indul. A Lager sörök előretörése és a háborúk visszaszorítják a Kölschöt, de a város újjáépítésével megint híressé lett, és ma is közkedvelt. Ez a sör nagyon világos aranyszínű, illatos fajta, amelynek lágy, gyümölcsös, enyhén malátás íz aromája, és kb. 5%-os alkoholtartalma van. Fogyasztása is jellegzetes: szülővárosában két deciliteres pohárban, füles tálcán szolgálják fel. Legjobb akkor, ha 6-8 °C-os hőmérsékleten fogyasztjuk.

#### Gőzsör (Steam Beer/Dampfbier)
A Steam Beer (Gőzsör), amely az előzőekkel ellentétben alsó erjesztéssel készül, de a felső erjesztésű sörökre jellemző hőmérsékleten, azaz közel szobahőmérsékleten (16-21 °C) erjesztenek. A gőzsör az USA-ban alakult ki. A magas hőmérsékletű erjesztés oka az, hogy kialakulásakor a születő Amerikai Egyesült Államokban még nem igazán lehetett hűtőberendezéshez, vagy jéghez jutni, ezért csak így tudták megoldani a készítést. A gőz elnevezés egyébként erre a XIX.sz-i készítési technikára utal, amelyet egyes fajtáknál, pl. az Anchor Steam Beer készítésénél ma is a hajdani módszerek szerint végeznek például Németországban. A gőzsör az aranysárgától a borostyánszínűig terjedő, lágy aromájú sörfajta, melynek alkoholtartalma 4-5%. Fogyasztása 4-6 °C hőmérsékleten, egyenes vonalú sörös pohárból vagy füles korsóból történik.

#### Füstölt sör (smoked beer/Rauchbier)
Ezek a füstölt sörök egyaránt lehetnek Ale-ek és Lagerek is. Füstös aromájukat, ízüket a kemencében szárított árpamalátától kapják. A Németországi Bambergben a serfőzők bükkfát használnak a kemencék tüzeléséhez, míg Amerikában inkább a hikori-, alma-, éger- és juharfa a jellemzőbb, néhány esetben pedig tőzeglángot használnak.

#### Seasonal/Winter/Christmas Beers
Speciális, szezonális sörök, melyek meghatározott alkalmakkor kerülnek forgalomba, így például Karácsonykor vagy Húsvétkor. Általában jellemző rájuk a speciális fűszerek használata (szerecsendió, fahéj, koriander, gyömbér).

### Alkoholmentes sörök
A normál sörök esetében a cefre szárazanyag-tartalma 11 százalék körül van, az alkoholmentes sörök viszont 6 százalékos sörléből készülnek. Minimális alkoholt egyébként (legfeljebb 0,5 térfogatszázalékot) az alkoholmentes sörök is tartalmaznak.